# 7536 Фаренгейт
7536 Фаренгейт  (7536 Fahrenheit) — астероїд головного поясу, відкритий 21 листопада 1995 року.
Тіссеранів параметр щодо Юпітера — 3,253.